# 원격 직접 메모리 접근
원격 직접 메모리 접근 또는 원격 직접 메모리 액세스(Remote direct memory access, RDMA)는 컴퓨팅에서 운영체제를 사용하지 않고 한 컴퓨터의 메모리에서 다른 컴퓨터의 메모리로 직접 메모리에 접근하는 것이다. 이를 통해 처리량이 높고 대기 시간이 짧은 네트워킹이 가능하며 특히 대규모 병렬 컴퓨터 클러스터에 유용하다.

## 개요
RDMA는 네트워크 어댑터가 데이터를 유선에서 애플리케이션 메모리로 직접 전송하거나 애플리케이션 메모리에서 유선으로 직접 전송할 수 있도록 함으로써 제로 복사 네트워킹을 지원하므로 운영 체제의 애플리케이션 메모리와 데이터 버퍼 간에 데이터를 복사할 필요가 없다. 이러한 전송에는 CPU, 캐시 또는 문맥 교환을 통한 작업이 필요하지 않으며 전송은 다른 시스템 작업과 병행하여 계속된다. 이렇게 하면 메시지 전송의 대기 시간이 줄어든다.
그러나 이 전략은 대상 노드에 요청 완료를 알리지 않는다는 사실(단방향 통신)과 관련된 몇 가지 문제를 제시한다.